# Pseudophryne dendyi
Pseudophryne dendyi és una espècie de granota que viu a Austràlia.